# Воробьёво (Галичский район)
Воробьёво — упразднённая деревня в Степановском сельском поселении Галичского района Костромской области России. Исключена из учётных данных в 2024 году.

## История
Согласно Спискам населенных мест Российской империи в 1872 году деревня относилась к 1 стану Галичского уезда Костромской губернии. В ней числилось 6 дворов, проживали 21 мужчина и 18 женщин.
Согласно переписи населения 1897 года в деревне проживало 67 человек (31 мужчина и 36 женщин).
Согласно Списку населенных мест Костромской губернии в 1907 году деревня относилась к Быковской волости Галичского уезда Костромской губернии. По сведениям волостного правления за 1907 год в ней числилось 11 крестьянских дворов и 87 жителей. Основным занятием жителей деревни, помимо земледелия, был плотницкий промысел.
До муниципальной реформы 2010 года деревня входила в состав Толтуновского сельского поселения.

## Население
| 2008 | 2010 | 2012 | 2014 |
| ---- | ---- | ---- | ---- |
| 0    | →0   | →0   | →0   |